# Altar

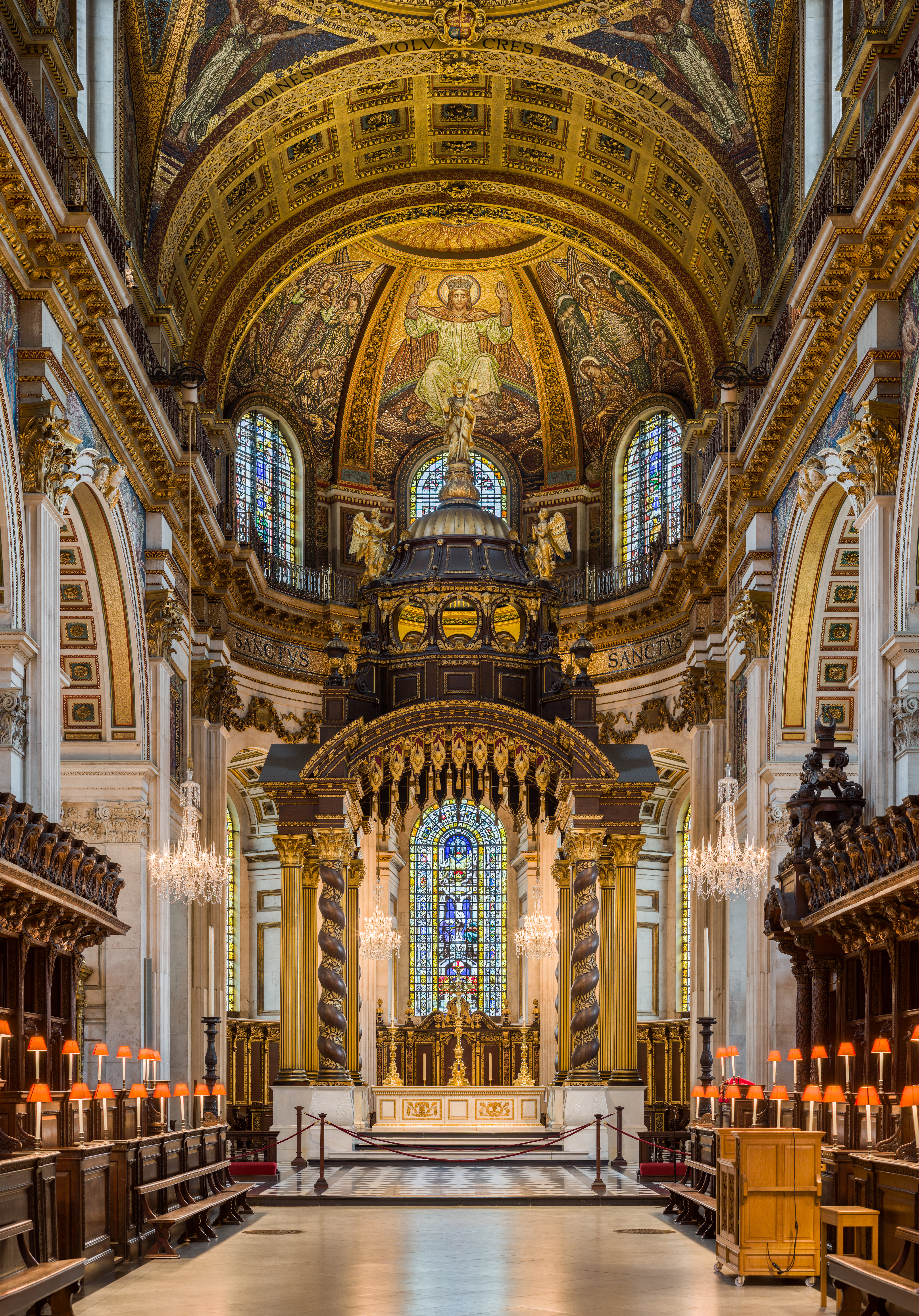
Altar-mor da Catedral de São Paulo, Londres

Altar, do latim altare ou ara (latim clássico) é plataforma alta semelhante a uma mesa constituída por uma rocha, elevação ou outra estrutura que possibilite ao sacerdote, líder ou mentor espiritual, sacrificar à divindade, ou divindades, em um templo religioso ou local sagrado.
No judaísmo, por exemplo, era um local formado por terra, pedras ou uma espécie de caixa dourada, como o revelado por Deus a Moisés, onde se apresentavam as ofertas sacrificiais à Deus. No culto católico é a mesa onde se celebra a missa. No protestantismo é a mesa de onde os pastores pregam e consagram a Ceia Memorial (ou Santa Ceia) nos cultos.

## Igreja Católica Apostólica Romana

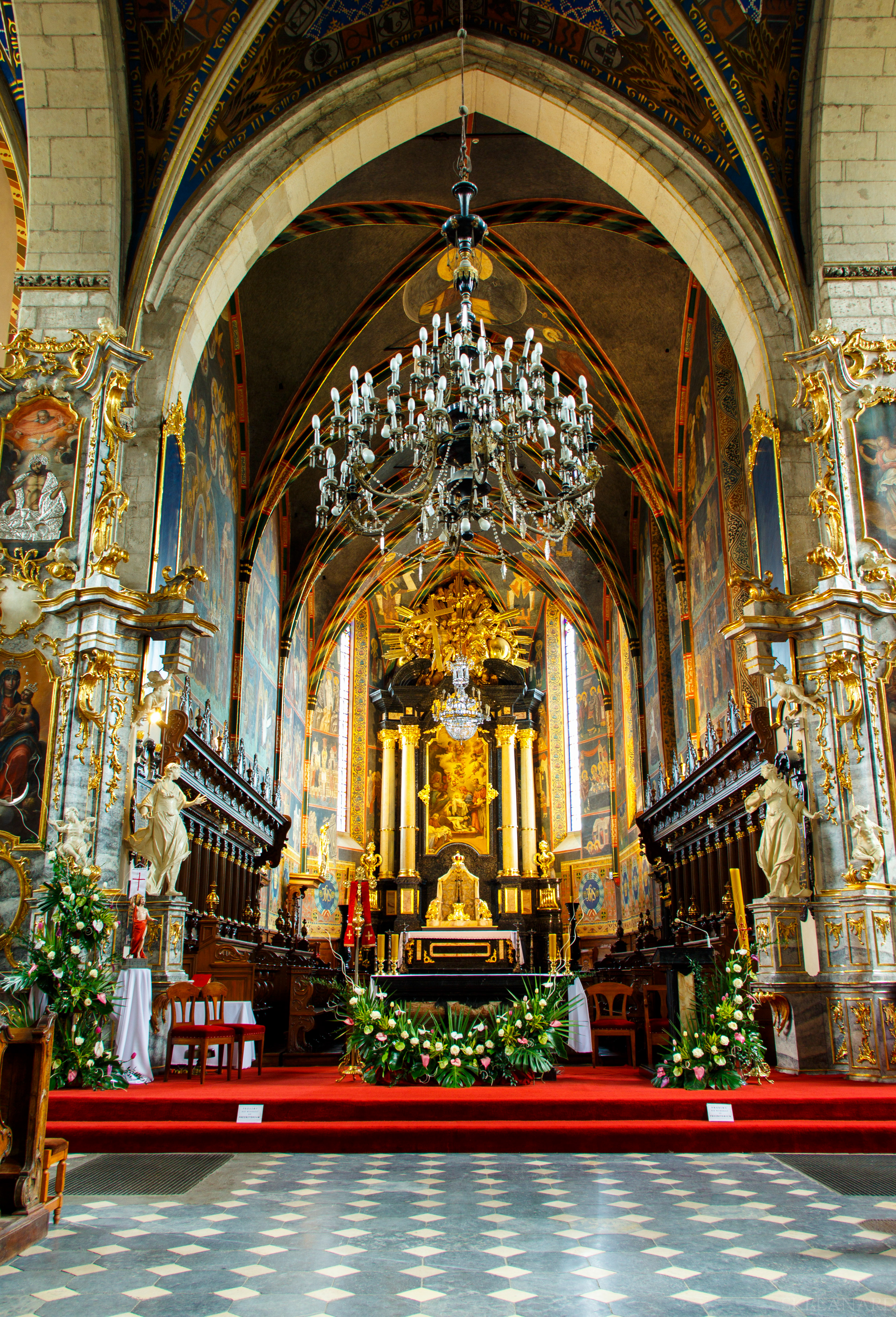
Altar barroco na catedral gótica em Sandomierz, Polônia

As Igrejas Católicas do Oriente seguem cada uma as suas tradições, que em geral se assemelham ao rito das Igrejas Ortodoxas Orientais. As regras abaixo são para a Igreja Latina.
A Igreja Católica Latina distingue entre os altares fixos (presos ao chão) e os altares móveis (que podem ser realocados), e diz: "É desejável que em cada igreja exista um altar fixo, para significar mais clara e permanentemente a presença de Jesus Cristo, a Rocha Viva (1 Pedro 2, 4; Efésios 2, 10). Em outros locais para celebrações sagradas, o altar poderá ser móvel".[carece de fontes?]
"Ao construir novas igrejas, é preferível que apenas um único altar seja feito, um que com a reunião dos fiéis irá significar que o único Cristo e a única Eucaristia da Igreja. Em igrejas já existentes, no entanto, quando o velho altar é posicionado de tal maneira que torna a participação dos demais difícil mas que não pode ser movido sem provocar danos ao valor artístico, outro altar fixo, bem feito e propriamente dedicado, deve ser construído e os ritos sagrados celebrados nele apenas. Para que a atenção dos fiéis não seja distraída do novo altar, o velho altar não deverá ser decorado de modo especial".[carece de fontes?]
Numa igreja católica, o altar-mor é o altar principal, geralmente mais adornado, disposto em frente à entrada principal. Depois do Concílio Vaticano II os altares construídos pós-Vaticano II são versus populum, ou seja, descolados da abside da Igreja, enquanto os altares versus absidem ou versus orientem, são aqueles voltados para a Abside da igreja, com a Reforma Litúrgica promovida pelo Concílio Vaticano II se buscou colocar o altar de modo a favorecer a sua veneração e sua distinção de funcionalidade com relação ao sacrário que geralmente fica próximo à abside da igreja.